# 초 숙왕
초 숙왕(楚 肅王, ? ~ 기원전 370년)은 중국 초나라의 제34대 군주(재위: 기원전 380년 ~ 기원전 370년)이다. 이름은 장(臧)이다. 도왕의 아들이다. 동생인 선왕이 뒤를 이었다.
| 전 임 아버지 도왕 웅의 | 제34대 초나라의 군주 기원전 380년 ~ 기원전 370년 | 후 임 동생 선왕 웅량부 |